# Castanopsis namdinhensis
Castanopsis namdinhensis är en bokväxtart som beskrevs av Paul Robert Hickel och Aimée Antoinette Camus. Castanopsis namdinhensis ingår i släktet Castanopsis och familjen bokväxter. Inga underarter finns listade.